# نيكولا بلانشو
نيكولا بلانشو (بالفرنسية: Nicolas Blancho)‏ (1983 -)، عبد الله أبو عمار، من مواليد بيال/ بيين سويسرا). اعتنق الإسلام وهو رئيس رابطة مسلمي وسط سويسرا (ICCS)، وكذلك عضو مجلس إدارة «اتحاد المجتمع الثقافي الإسلامي» في بيال (KGMB). يُدرِّس بمسجد الرحمن في بيال، ينتمي لـ «جمعية الرسالة Arrisala». أسلم في سن السادسة عشرة ونظم مظاهرات منددة بالرسوم المسيئة للرسول عام 2006 ويسعى لتكوين مجلس إسلامي للفتوى في سويسرا كما يسعى لتأسيس مدارس إسلامية في سويسرا. يجيد نيكولا الألمانية والفرنسية والعربية.
يشتبه في علاقته بأعضاء في الجماعة الليبية المقاتلة..كما يواجه نقدا من بعض الدعاة المسلمين في سويسرا مثل طارق رمضان حفيد حسن البنا والذي وصف نيكولا بلانشو ومركزه بأنهم «ظاهرة هامشية في المشهد الإسلامي العام»